# Distance de sécurité

Panneau de signalisation suédois indiquant la distance de sécurité de minimum 50 mètres à respecter.

La distance de sécurité est la distance minimale qu'un conducteur doit conserver entre son véhicule et celui qui le précède. Celle-ci dépend du type de véhicule, de sa vitesse mais aussi des conditions météorologiques.

## Règlementation par pays
La convention de Vienne en vigueur dans les pays signataires prévoit dans un article 13:

« Le conducteur d'un véhicule circulant derrière un autre véhicule doit laisser libre, derrière celui-ci, une distance de sécurité suffisante pour pouvoir éviter une collision en cas de ralentissement brusque ou d'arrêt subit du véhicule qui le précède. »

— Convention de Vienne

### En Allemagne
Selon l’article 4 de l’Ordonnance de la Circulation (Straßenverkehrs-Ordnung (StVO)), la distance de sécurité entre deux véhicules en mouvement est règlementé aussi bien par rapport au véhicule précédent que par rapport au véhicule latéral lors d'une manœuvre de dépassement ou croisement. Un véhicule ne doit pas freiner subitement hors situation d’urgence. 
L'Article 5 dispose que les véhicules en manœuvre de dépassement doivent laisser une distance de sécurité latérale suffisante. La Jurisprudence allemande a fixé les distances suivantes :
- Par rapport aux deux-roues : 1,5 mètre
- Par rapport aux quatre-roues : 1,0 mètre
- Par rapport aux bus scolaires ou de transport en commun : 2,0 mètres

### En Espagne
En Espagne la Loi de la Circulation des véhicules motorisés et de sécurité routière de 1990 (modifiée par la Loi 17/2012 de 2012) dans son Article 20 dispose:
- Les conducteurs sont obligés de freiner/s’arrêter sans mettre en danger les autres véhicules derrière.
- Les conducteurs doivent laisser assez d’espace avec la voiture précédente pour pouvoir s’arrêter sans collision en cas de ralentissement brusque
- Les véhicules qui ne sont pas en train d’initier une manœuvre de dépassement doivent laisser assez d'espace à l’avant pour pouvoir être doublés par une autre voiture

#### Sanctions
4 points et 200 € d’amende

### En France
Cette notion a été introduite dans le code de la route français par décret du 23 novembre 2001.
Ainsi l'article R. 412-122 du code de la route relatif aux distances de sécurité entre les véhicules dispose :
« lorsque deux véhicules se suivent, le conducteur du second véhicule doit maintenir une distance de sécurité suffisante pour pouvoir éviter une collision en cas de ralentissement brusque ou d'arrêt subit du véhicule qui le précède. Cette distance est d'autant plus grande que la vitesse est élevée. Elle correspond à la distance parcourue par le véhicule pendant un délai d'au moins deux secondes. »

#### Sanctions
La loi prévoit des amendes allant de 135 € à 750 € (Contravention de classe 4) et la perte de 3 points sur le permis de conduire ainsi qu'une suspension du permis  pouvant aller jusqu'à 3 ans.

### En Italie
L’article 149 de la Code de la Route de 1992 (modifié) dispose :
Les véhicules doivent laisser assez d‘espace par rapport à la voiture précédente pour éviter une collision en cas d’arrêt brusque.
Hors centres urbains et sur les routes à une voie la distance de sécurité est de 100 mètres
derrière les véhicules de maintenance et en particulier les chasse-neige la distance de sécurité minimum est de 20 mètres.

#### Sanctions
Les sanctions suivants ont prévu par le Code de Route: 41 euros ou en cas de collision entre 84 et 335 euro, ou 419 à 1 682 euro en cas de blessures

### Aux Pays-Bas
Aux Pays-Bas la législation {{Incise[loi de la route 1994/loi des règles de la route et de la signalisation 1990 (Article 15)}} a été amendée en 2008 pour inclure l’obligation des conducteurs de pouvoir arrêter le véhicule dans la distance observable par le conducteur et librement accessible pour le freinage.

#### Sanctions
Les amendes dépendent de la vitesse du véhicule:
- Moins de 80 km/h = 180 €
- Entre 80 et 100 km/h (distance plus de 3 mètres)= 260 €
- Entre 100 et 120 km/h (distance plus de 3 mètres)= 380 €

## Distance temporelle
L'Europe ou certaines formations, apprennent à respecter une distance temporelle entre deux véhicules. L'astuce des deux secondes est une règle commune à certains pays qui existe également avec des variantes[réf. non conforme].

### Automatismes
Certaines véhicules sont dotés d'automatismes avertissant le conducteur d'une trop courte distance: entre  0,7  et  1,25  secondes aux Etats-Unis, à 1,6 seconde  au Royaume-Uni.